# Phare arrière de Grand Island Harbor

Le phare arrière de Grand Island Harbor (en anglais : Grand Island Harbor Rear Range Light), est un phare du lac Supérieur situé au civil township de Munising dans le comté d'Alger, Michigan. Il est également connu comme Bay Furnace Rear Range Light, Christmas Rear Range Light, ou End of the Road Light. Le feu d'alignement avant, le phare avant de Grand Island Harbor, a été remplacé en 1968. Le feu d'alignement arrière n'est plus une aide active à la navigation depuis 1969. Il se trouve dans le Hiawatha National Forest (en) géré par le département de l'Agriculture des États-Unis .
Ce phare est inscrit au Registre national des lieux historiques depuis le 26 juin 1990 sous le n° 90000906 .

## Historique
Les feux d'alignement de Grand Island ont été allumés pour la première fois en 1868. Le feu d'alignement avant d'origine était une pyramide en bois qui contenait une lentille de Fresnel du sixième ordre. Le feu d'alignement arrière d'origine était une lentille de Fresnel du sixième ordre dans une tour en bois au sommet d'une maison de gardien à 150 m à l'arrière du feu d'alignement avant.
En 1914, ces structures à ossature bois étaient gravement endommagées, et les deux ont été remplacées dans le cadre d'un effort plus large de remplacement de presque tous les feux de port par des structures à ossature d'acier. Le nouveau phare avant de Grand Island Harbor est un tourelle en fer de 7 m de haut. Le nouveau feu arrière automatisé a été installé à 230 m à l'arrière du feu avant. Le nouveau feu d'alignement arrière est une tour de 20 m, dont la moitié supérieure, peinte en blanc, faisait partie d'une tour située à l'origine sur les hauts-fonds de Vidal, près de Sault Sainte-Marie. En 1939, les lentilles de Fresnel du sixième ordre ont été remplacées par des lentilles en verre de 350 millimètres, qui utilisaient toujours de l'acétylène. En 1968, le feu d'alignement avant a été remplacé par une structure en acier tubulaire de style "D9" et, en 1969, les lumières ont été désactivées.

## Description
Le feu d'alignement arrière de 1914 est une tour conique en acier de 20 m de haut, avec une lanterne ronde. Cette lumière de l'une des plus hautes, sinon des plus hautes, des tours d'éclairage en tôle d'acier rivetées installées autour des Grands Lacs. La tour est assise sur une fondation en béton. Une porte métallique, à la base de la tour, et un escalier intérieur en colimaçon donnent accès à la lumière. La tour est bicolore (noir en bas et en blanc en haut), avec une salle de lanterne noire. La lumière existante a été construite en 1914 en remplacement de la station d'origine de 1868
Identifiant : ARLHS : USA-981 .

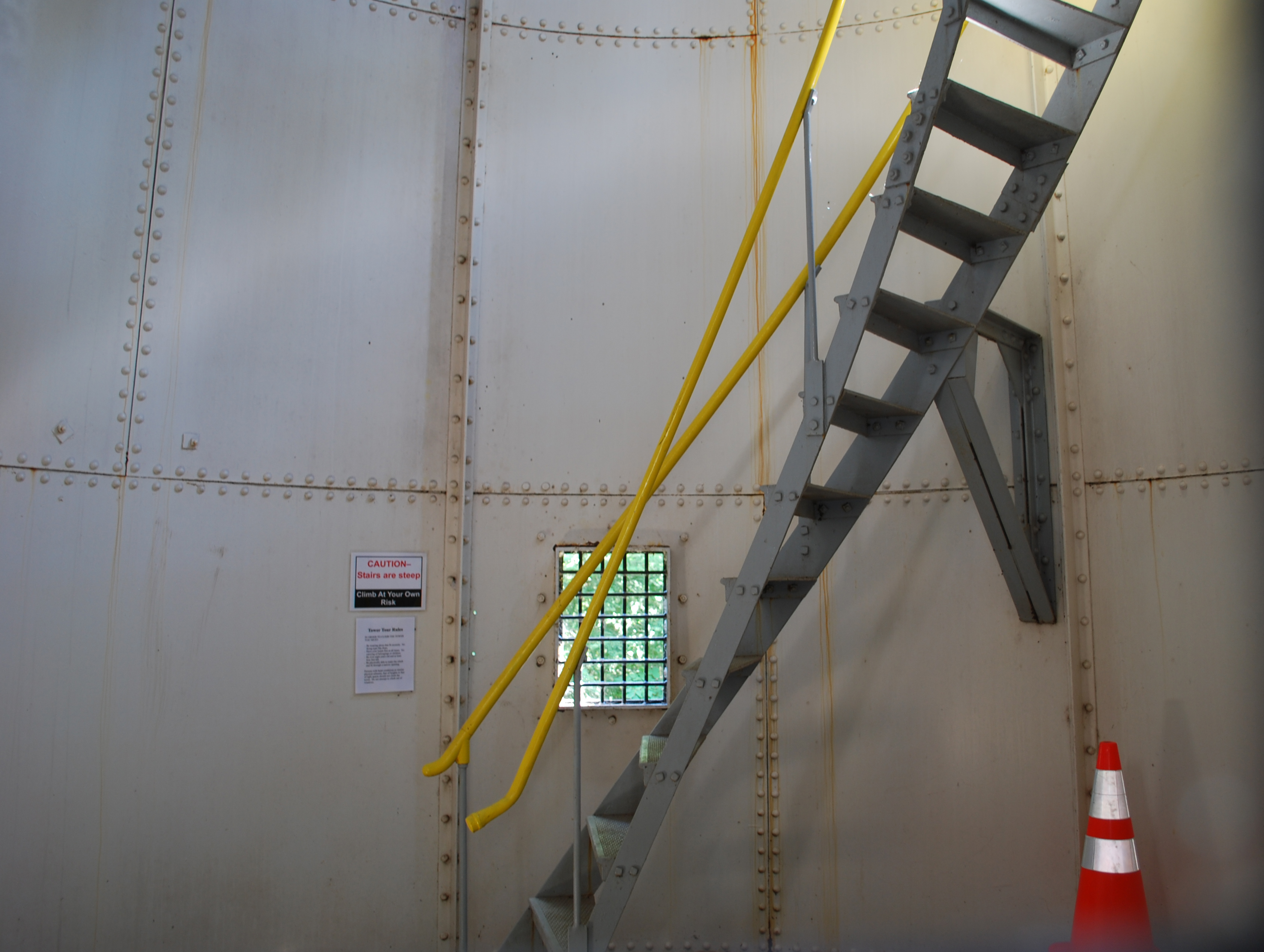
Intérieur (phare arrière)
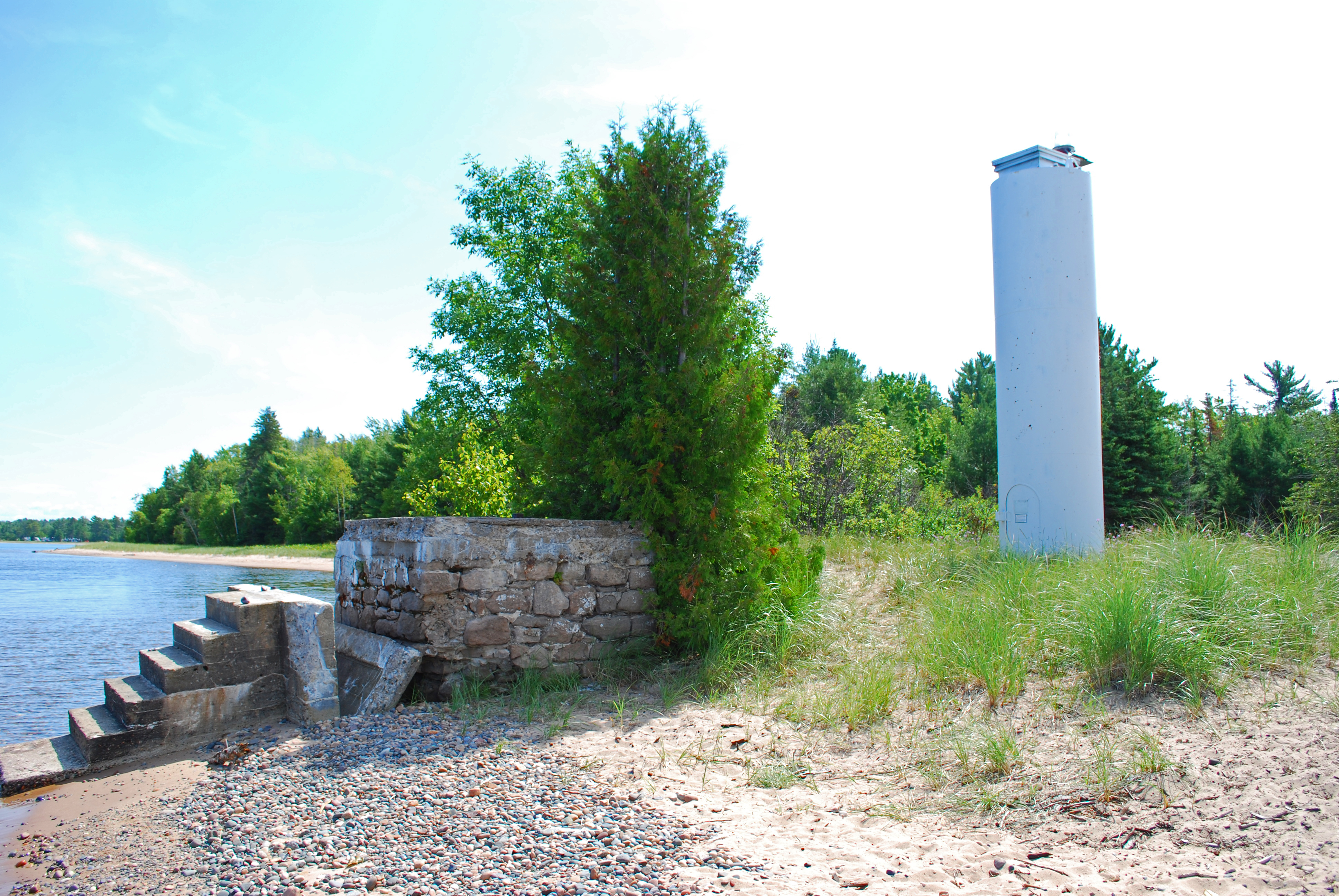
Le phare avant

### Lien connexe
- Liste des phares au Michigan